# János Varga
János Varga (n. 21 octombrie 1939, Abony, Pesta, Ungaria – d. 29 decembrie 2022, Budapesta, Ungaria) a fost un luptător ce a reprezentat Ungaria, medaliat olimpic. A participat la 3 ediții ale Jocurilor Olimpice (1964, 1968, 1972) în care a câștigat o medalie de aur.